# Marion (Dacota do Norte)
Marion é uma cidade localizada no estado norte-americano de Dacota do Norte, no Condado de LaMoure.

## Demografia
Segundo o censo norte-americano de 2000, a sua população era de 146 habitantes.
Em 2006, foi estimada uma população de 130, um decréscimo de 16 (-11.0%).

## Geografia
De acordo com o United States Census Bureau tem uma área de
2,6 km², dos quais 2,2 km² cobertos por terra e 0,4 km² cobertos por água.

## Localidades na vizinhança
O diagrama seguinte representa as localidades num raio de 28 km ao redor de Marion.